# Eois heliadaria
Eois heliadaria là một loài bướm đêm trong họ Geometridae.